# Bose (Basketballspielerin)
Bose (Vorname unbekannt, möglicherweise N. Bose) ist eine ehemalige Schweizer Basketballspielerin.

## Karriere
Bose nahm mit der Schweizer Basketballnationalmannschaft der Damen an der dritten Europameisterschaft 1952 im sowjetischen Moskau teil. In den Spielen gegen Polen (22:40), die DDR (53:8), die Sowjetunion (12:104), Österreich (34:25) und Frankreich (31:46) erzielte die Schweizerin 35 Punkte. Gegen die DDR (11), Österreich (7) und Frankreich (16 Punkte) überzeugte Bose als erfolgreichste Werferin des Teams.
Bose gehörte darüber hinaus nicht zum schweizerischen Kader bei den Europameisterschaften 1950 und 1956 sowie bei der Weltmeisterschaft 1953.